# Oberleitungsbus Baden-Baden
Der Oberleitungsbus Baden-Baden ist ein ehemaliger Oberleitungsbus-Betrieb in der baden-württembergischen Kurstadt Baden-Baden. Er bestand vom 26. Juni 1949 bis zum 31. Juli 1971. Elektrisch betrieben wurden nur die sogenannte Tallinie (zunächst Linie T, später Linie 1, heutige Linie 201) und die sogenannte Berglinie (Linie B, heutige Linien 204, 205, 214 und 216). Betreibergesellschaft war die Straßen- und Bergbahn Baden-Baden, die späteren Stadtwerke Baden-Baden und heutigen Verkehrsbetriebe.

## Vorgeschichte
Aus Kostengründen und dem Wunsch entsprechend, ein damals modernes Verkehrsmittel zu besitzen, entschied man sich in der Nachkriegszeit, die ehemalige Straßenbahn Baden-Baden alsbald vollständig durch einen O-Bus-Betrieb zu ersetzen. Die 1910 eröffnete Straßenbahn war infolge des Zweiten Weltkriegs stark verschlissen, dies galt sowohl für die Gleisinfrastruktur als auch für den veralteten Wagenpark. Eine zuverlässige Bedienung war unter diesen Voraussetzungen nicht mehr gegeben.

## Geschichte
Als erster Abschnitt der Straßenbahn wurde ab dem 26. Juni 1949 – also nur ein Jahr nach der Währungsreform – die 5,1 Kilometer lange Teilstrecke vom Leopoldsplatz zum Bahnhof Baden-Oos an der Rheintalbahn mit O-Bussen befahren. Im anschließenden Dezember 1949 wurde die Straßenbahn zum Merkurwald eingestellt. Der O-Bus wurde ab 15. Dezember 1949 bis zur Friedrichshöhe in Betrieb genommen und erreichte ab 1. April 1950 die Talstation der Merkurbergbahn.

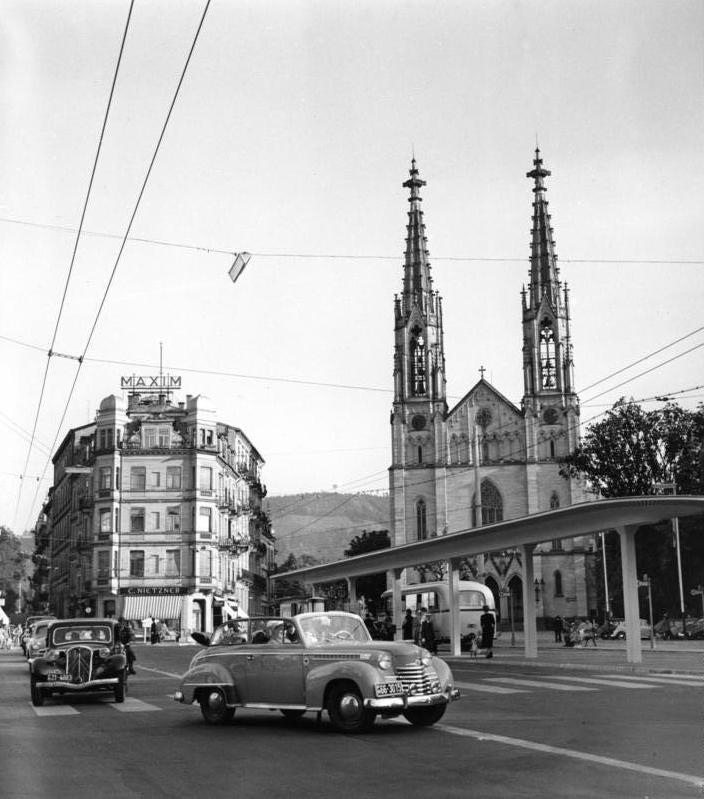
1953: der Augustaplatz mit O-Bus-Fahrleitungen und einem abgestellten Anhänger

Ab 15. Mai 1950 konnte der O-Bus eine große Schleife im Stadtzentrum befahren, vom Leopoldsplatz über Augustaplatz und Bertholdplatz zurück zum Leopoldsplatz. Im Herbst 1950 verkehrten die O-Busse ab 28. Oktober bis Lichtental (Frühlingstraße) und ab 26. November zum Tiergarten. Die letzten Straßenbahnfahrten fanden am 28. Februar 1951 zwischen dem Depot Lichtental und Oberbeuern statt. Dann hatte der O-Bus das gesamte Schienennetz ersetzt. Das im Endausbau insgesamt 15,65 Kilometer lange Streckennetz wurde – wie bei der Straßenbahn – von einer Tal- und einer Berglinie befahren. Die Fahrdrahtspannung wurde für den O-Bus-Betrieb von 600 auf 650 Volt Gleichstrom erhöht.
Doch die Lebensdauer des Oberleitungsbusses sollte mit 22 Jahren weit kürzer als die der Straßenbahn mit 41 Jahren werden. Am 29. Juli 1970 endete der Betrieb auf der „Berglinie“ und am 31. Juli 1971 auch auf der „Tallinie“. Seitdem wird der Stadtverkehr in Baden-Baden komplett durch Omnibusse bedient. Die erste städtische Buslinie wurde im März 1948 eröffnet. Bereits zehn Jahre später waren 22 Omnibusse mit drei Anhängern auf Linien mit einer Gesamtlänge von 130 Kilometern unterwegs.
Die Umstellung auf Omnibusbetrieb, beschlossen durch einen einstimmigen Stadtratsbeschluss vom 11. November 1969, erfolgte in erster Linie aus Kostengründen. Für die erforderliche Erneuerung der Fahrleitungsanlage und des Fahrzeugparks veranschlagte man im Vorfeld 5,6 Millionen D-Mark, während für eine Umstellung auf Omnibusbetrieb nur 3,6 Millionen D-Mark an Kosten anfallen sollten.

## Fahrzeugbestand
In den ersten drei Betriebsjahren (1949 bis 1951) wurden zunächst neun Solo-Obusse beschafft (Wagennummern 101 bis 109). 1951 folgten sechs weitere Solo-O-Busse (110 bis 115) die gemeinsam von Henschel und der Waggonfabrik Uerdingen hergestellt wurden. Sie waren auf Henschel-Fahrgestellen der Bauart 6500 II aufgebaut und ähnelten äußerlich stark dem Typ ÜHIIs.
Ab 1952 wurden neun Solo-O-Busse des Typs ÜHIIIs mit den Nummern 221 bis 229 angeschafft, 1959 folgte ein HS 160 OSL mit der Nummer 231. Auf der Tallinie wurde zunächst auch mit Busanhängern gefahren, es standen zwölf Beiwagen zur Verfügung.
Als die Benutzung von Anhängern zum 1. Juli 1960 gesetzlich verboten wurde (gemäß StVZO), wurden insgesamt zehn Gelenkwagen in Betrieb genommen. Diese entstanden teilweise unter Verwendung von Bauteilen älterer Solo-O-Busse. Sieben Solo-Wagen des Typs Henschel / Wegmann 6500 (Baujahr 1949) wurden zu diesem Zweck im Jahr 1959 von der Hamburger Hochbahn übernommen (die ihren Obus-Betrieb bereits 1958 einstellte). Sie wurden anschließend durch die Kässbohrer Fahrzeugwerke wie folgt in Gelenkwagen umgebaut:
| Nr. in Baden-Baden | ehemalige Nr. in Hamburg | Umbaujahr | elektr. Ausrüstung |
| ------------------ | ------------------------ | --------- | ------------------ |
| 253                | 301                      | 1960      | AEG                |
| 254                | 310                      | 1960      | BBC                |
| 255                | 304                      | 1960      | AEG                |
| 256                | 306                      | 1960      | BBC                |
| 257                | 308                      | 1960      | BBC                |
| 259                | 305                      | 1962      | AEG                |
| 260                | 307                      | 1962      | BBC                |

Für die Unterhaltung der Oberleitung stand ferner ein Turmwagen zur Verfügung. Des Weiteren existierte ein sogenannter Generatoranhänger (Betriebsnummer 198), mit dessen Hilfe konnten die O-Busse ausnahmsweise auch ohne die Stromzufuhr aus der Oberleitung fortbewegt werden.
Nach der 1971 erfolgten Betriebseinstellung wurden die Baden-Badener O-Busse größtenteils verschrottet. Lediglich Wagen 231 konnte an den Oberleitungsbus Esslingen am Neckar verkauft werden, dort stand er unter der neuen Nummer 23 noch bis 1977 im Einsatz. Dieser und außerdem Wagen 224 (Typ ÜHIIIs, Baujahr 1954, im Einsatz bis 1969) blieben bis heute erhalten, sie befinden sich im Besitz des englischen O-Bus-Sammlers Jonathan Ward. Ward baute außerdem auch den Generatoranhänger nach. Aufbewahrt werden die Fahrzeuge im East Anglia Transport Museum in Carlton Colville (England), beide O-Busse sind betriebsfähig und zugelassen.